# Transport kolejowy na Słowacji

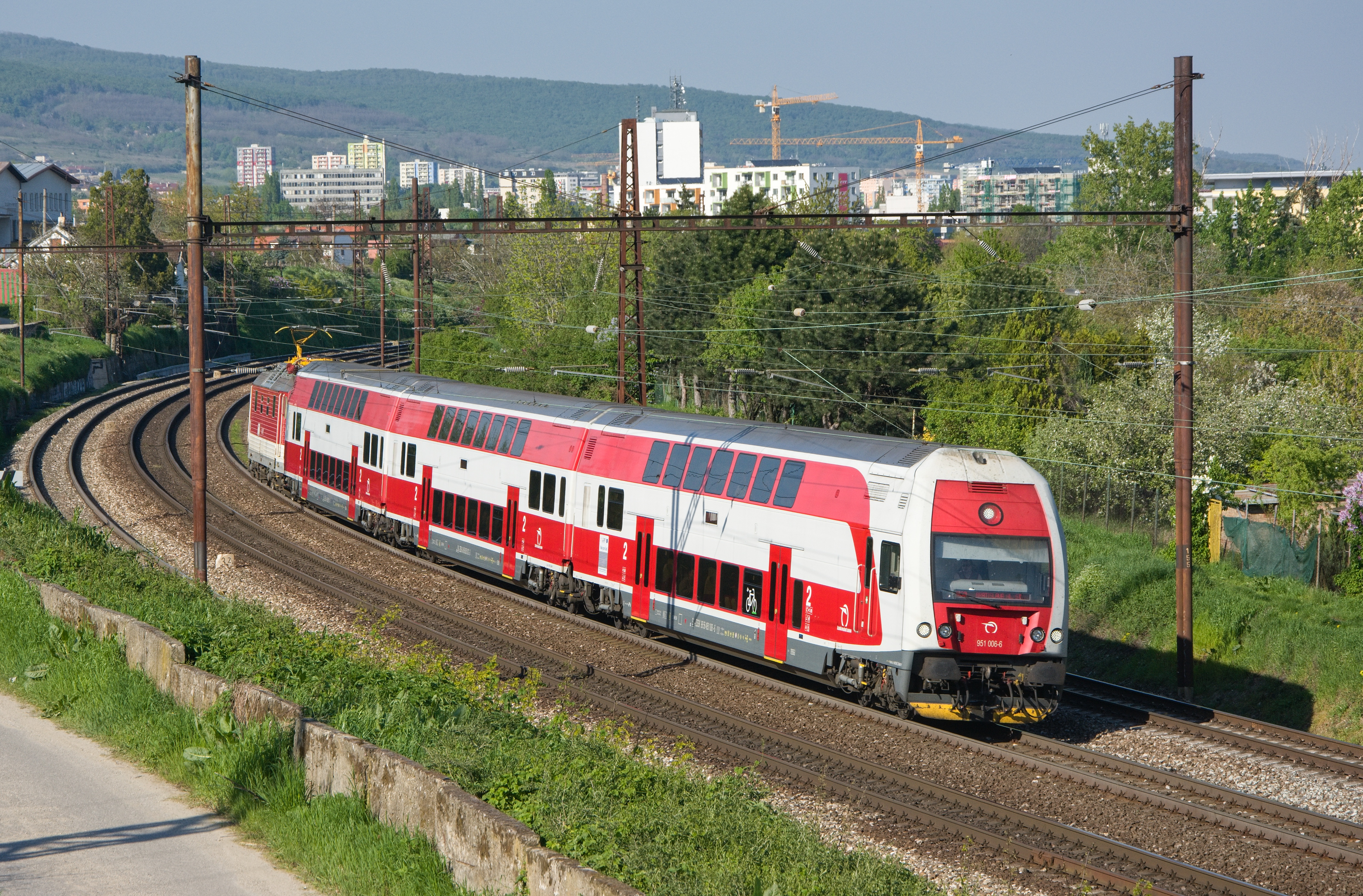
Słowacki skład push-pull serii 951 (Škoda CityElefant) w Bratysławie

Transport kolejowy na Słowacji – system transportu kolejowego działający na terenie Słowacji.
Na Słowacji istnieje 3627 km linii kolejowych, z czego 1585 km jest zelektryfikowanych. Większość linii ma normalny rozstaw szyn – 1435 mm. Narodowy przewoźnik pasażerski to Železničná spoločnosť Slovensko.

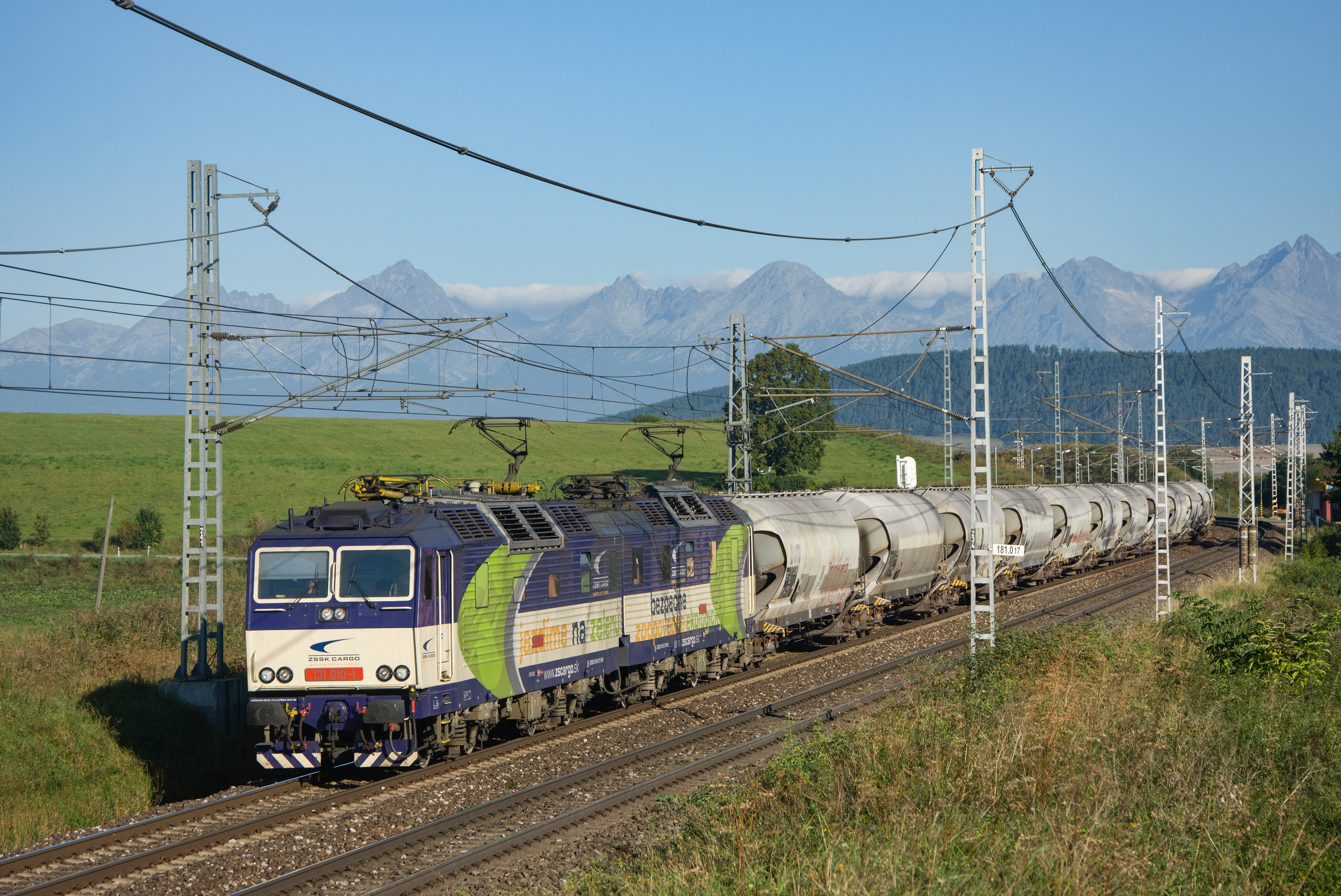
Słowacki elektrowóz serii 131 ze składem towarowym w okolicach przystanku Letanovce

## Infrastruktura
Na liniach zelektryfikowanych obowiązują dwa systemy zasilania: 3000 V w północnej części kraju oraz 25 kV 50Hz w południowej części kraju.

## Historia
W 1839 roku rozpoczęto budowę kolei konnej z Bratysławy do Trnawy. Pierwszy jej odcinek oddano do ruchu w 1840 roku, a do Trnawy pociągi dotarły w 1846 roku. Do Bratysławy kolej żelazną doprowadzono 20 sierpnia 1848 roku.
W latach 1871–1880 na terenach obecnej Słowacji wybudowano łącznie 1104 km linii kolejowych. Wszystkie linie, powstałe w tym czasie, brały swój początek w Wiedniu lub Budapeszcie. W 1918 roku na Słowacji było 3227 km linii. Ówczesna sieć nie odpowiadała nowym warunkom powstałym po rozpadzie Austro-Węgier i nie odzwierciedlała faktycznych potrzeb przewozowych.
Po utworzeniu Czechosłowacji rozpoczęto stopniową rozbudowę i łączenie linii kolejowych na osi wschód–zachód. W okresie międzywojennym wybudowano łącznie 251 km nowych linii kolejowych. W czerwcu 1936 roku na trasie z Pragi do Bratysławy wprowadzono do eksploatacji spalinowy wagon motorowy M 290.0 Slovenská strela, który pokonywał ją w czasie 4 godz. 51 min, osiągając średnią prędkość handlową 81,85 km/h z jednym postojem w Brnie.
Podczas II wojny światowej wybudowano 97 km nowych linii. W okresie powojennym na Słowacji dokończono i zbudowano łącznie 203 km linii kolejowych, w tym 88 kilometrową linię szerokotorową Širokorozchodná trať.
Po rozpadzie Czechosłowacji w 1993 roku utworzono Železnice Slovenskej republiky.